# Mikhail Ivanovich Filonenko
Mikhail Ivanovich Filonenko (1917-1982) foi um espião soviético, que atuou na América Latina durante a Guerra Fria.

## Biografia
Nasceu em 10 de Outubro de 1917, na aldeia de Bilovodsk no Império Russo (hoje Oblast de Lugansk, Ucrânia). 
De 1931 a 1934, trabalhou como mineiro. De 1934 a 1938 foi cadete da escola de aviação em Tushino, norte de Moscou. Entre 1938 e 1941 foi inspetor do OKB-22 (futuro Khrunichev State Research and Production Space Center).

### Segunda Guerra Mundial

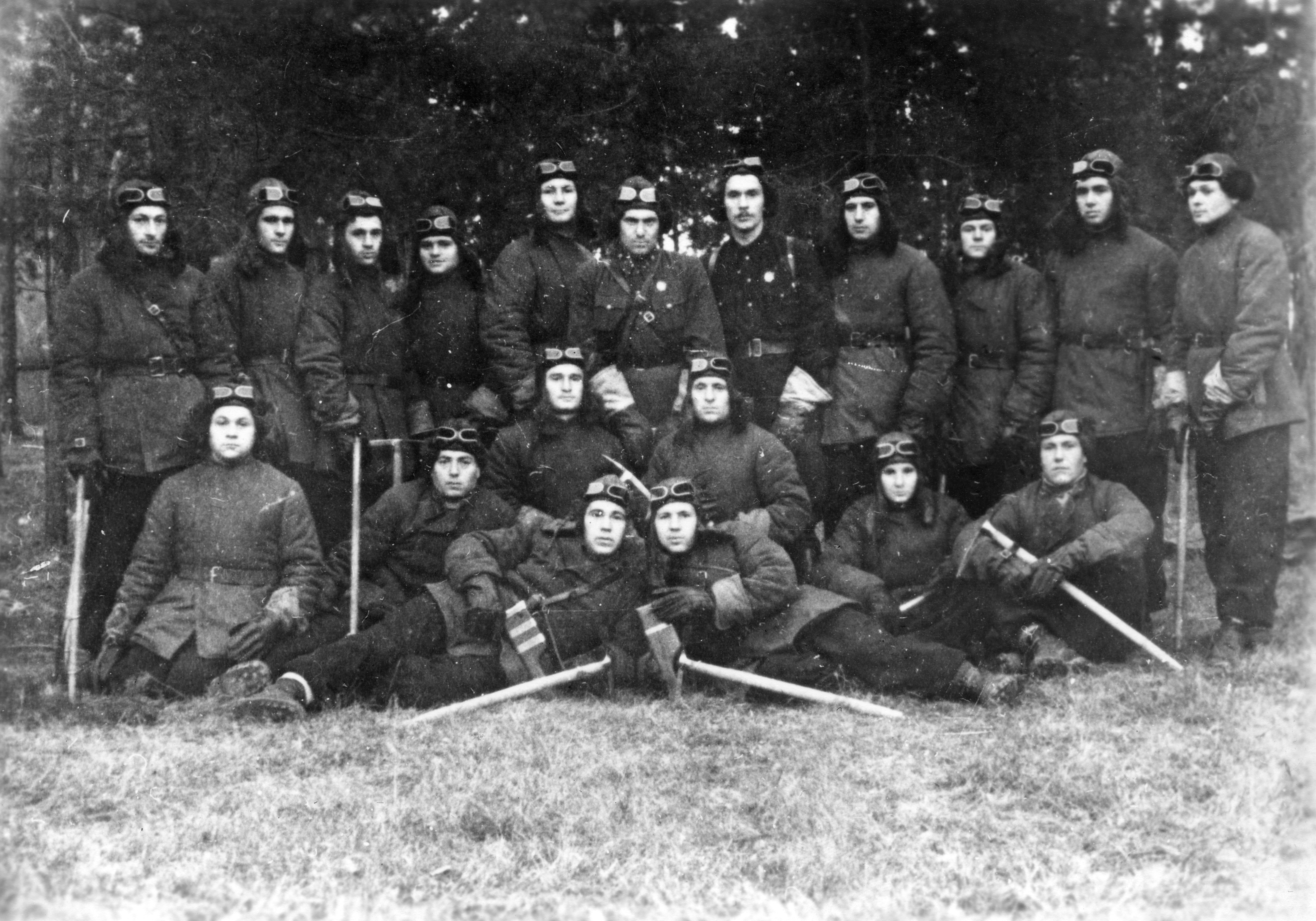
Comissário Alexander Nevsky (linha superior, sexto a partir da esquerda) e Mikhail Filonenko (linha superior, sétimo a partir da esquerda) comandantes do grupo de reconhecimento e sabotagem em 1942, atrás das linhas inimigas em Kratovo, na região de Moscou.

Os órgãos de segurança do Estado recrutaram-no em 1941. Durante a Segunda Guerra Mundial (denominada Grande Guerra Patriótica  na União Soviética), serviu na NKVD no Oblast de Moscou. Em 1941-1942, comandou o grupo de reconhecimento e sabotagem "Moscou", para executar operações nas áreas ocupadas da região de Moscou.
Segundo historiadores, durante a contra-ofensiva soviética perto de Moscou, por 44 dias a retaguarda inimiga foi atacada e sabotada e o grupo de reconhecimento sob seu comando "acabou por ser o mais eficaz." Isto é evidenciado pelos relatórios de inteligência com os resultados das operações, que ele transmitia pessoalmente ao marechal Gueorgui Jukov.
Um resumo da agência de informação soviética em 20 de Janeiro de 1942 (relatório vespertino) informou:
"Camarada partisan do destacamento "F", atuando num dos distritos da região de Moscou, ocupada pelos alemães, lidera uma luta bem sucedida contra os nazistas..."
Quatro combatentes da "Moscou", morreram na última batalha na transposição da linha de frente, garantindo o retorno do grupo de ataque: Anatoly Ermolaev (vice-comandante de inteligência), Andrei Kazankov (comissário do grupo), Fyodor Safonov (chefe de inteligência), e Fedor Jars (comandante de pelotão de demolição). Por ordem do comando, os quatro foram enterrados com honras militares em Moscou, junto aos heróis da União Soviética, L.V. Dovatora e V.V. Talalikhina.
Desde 1942, na 4º direção Principal do NKVD o comissário político Alexander Nevsky, chefiou a unidade de combate "Olympus" no território ocupado da Ucrânia, em Kiev. Graças a informações sobre a situação na margem direita do rio Dnieper, obtidas por Filonenko, o comando do Exército Vermelho foi capaz de encontrar locais ideais para a travessia das tropas soviéticas em Novembro de 1943. Executando operações subversivas na Polônia, foi gravemente ferido. Os médicos conseguiram salva-lo, mas um grave ferimento em sua perna deixou-o, permanentemente, com problemas de locomoção.

### Espionagem
Em Outubro de 1947, voluntariou-se para a reserva especial e começou a preparar-se para operações em condições adversas. Aprendeu rapidamente a língua tcheca, enquanto que já dominava o inglês e o português. A preparação para ações no exterior poderia, em alguns casos, demorar alguns anos. A KGB infiltrou em vários países (EUA, Nova Zelândia, Brasil, Chile, Portugal, etc.), muitos agentes, denominados "batedores", organizados em "residências". Os agentes ilegais soviéticos "residentes" no exterior não possuíam vínculos oficiais com a URSS, não desfrutavam de imunidade diplomática e adotavam novas identidades/nacionalidades usando documentação falsa. Entre os anos de 1948 e 1954 com a esposa, oficial de inteligência Anna Feodorovna Filonenko-Kamaeva, Mikhail foi enviado em missões de espionagem no exterior. Muitos destes agentes eram casais como o casal Filonenko.
Estiveram na Tchecoslováquia e posteriormente, estabeleceram-se na cidade Harbin na China, adotando a identidade de refugiados católicos tchecos. Mostrou desenvoltura e persistência na solução de vários problemas. Mikhail e Anna assumiram as identidades dos personagens fictícios "Joseph Ivanovich Kulda" ("nascido" em 7 de Julho de 1914 em Alliance, Ohio, EUA que teria emigrado para a Tchecoslováquia com a família em 1922) e Mariya Navotnaya (cidadã tcheca "nascida" em 10 de Outubro de 1920 na Manchúria).
No início de 1954 (ano de criação da KGB), foi enviado ao Brasil como "residente"  onde, sob o disfarce de empresário tcheco, iniciou atividades clandestinas. O casal falhou em obter vistos canadenses mas, com  a ajuda do UNHCR (Alto Comissariado das Nações Unidas para os Refugiados), ambos conseguiram infiltrar-se no Brasil como refugiados. Junto da esposa, conduziu sondagens e recrutamento para trabalho ativo, supervisionou atividades de uma rede de inteligência ilegal e enviou regularmente informações ao comando. Aproximou-se do círculo do presidente brasileiro Juscelino Kubitschek  e, também, do ditador paraguaio Alfredo Stroessner. A dureza da atividade e o estresse constante, causaram uma doença cardiovascular e no início de 1960, sofreu um infarto. Por este motivo, em Julho de 1960, com sua família, retornou à URSS. Foi nomeado vice-chefe do gabinete de atividades clandestinas da KGB.

### Condecorações
Recebeu a Ordem de Lenin, três Ordens da Bandeira Vermelha, medalhas "Pela Defesa de Moscou", "Partisan de 1º Grau da Guerra Patriótica", "Pela Vitória sobre a Alemanha na Grande Guerra Patriótica de 1941-1945", "Por Mérito Militar" e "Méritos de II de Grau, por 40 Anos de Serviço nas Forças Armadas da URSS."

### Família
Em 1 de Outubro de 1946 casou-se com Anna Feodorovna Filonenko-Kamaeva (1918-1998). O casal teve três filhos: Paul (nascido em Moscou), Maria (nascida na China) e Ivan (nascido no Brasil). Após o retorno para a URSS, os filhos do casal ficaram surpresos ao tomarem conhecimento de que seus pais eram espiões. Anna Feodorovna aposentou-se em meados dos anos 1960, com a patente de major. Passou então, a dedicar-se integralmente à educação dos filhos, empenhando-se em "liberta-los" da influência da igreja católica brasileira. Mikhail Ivanovich Filonenko aposentou-se em 1963, com a patente de coronel, morrendo em 1982.

## Literatura adicional
- The Sword and the Shield: The Mitrokhin Archive and the Secret History of the KGB. Autores: Christopher Andrew & Vasili Mitrokhin. Basic Books, 2000, (em inglês) ISBN 9780465003129 Adicionado em 25/06/2016.
- A KGB e a Desinformação Soviética. Autor: Ladislav Bittman. Editora Libertar,(LINK) 2015, ISBN 9788569892021 Acessado em 25/06/2016.